# Stefon Harris
Stefon Harris (Albany, 1973. március 23. –) amerikai vibrafonos.

## Pályakép
A Blue Note lemezkiadó új sztárja volt.
Charlie Hunter (gitár) és Greg Osby (szaxofon) lemezei hívták fel rá a figyelmet. A Down Beat szavazói segítségével a figyelemre méltó tehetségek kiemelt helyére került.
A bemutatkozása jelentős volt. Latin és afrikai ritmusokra épülő lemeze megőrizte a dzsessz legjobb hagyományait, a szabad swingelést és improvizálást, miközben alkalmazza a huszadik század harmóniavilágát.

## Lemezeiből
- A Cloud of Red Dust (1998)
- Black Action Figure (1999)
- Kindred (2001)
- The Grand Unification Theory (2003)
- Evolution (Blue Note, 2004)
- African Tarantella: Dances With Duke (2006)
- Urbanus (2009)
- Sonic Creed (2018)